# Бил Расел
Вилијам Фелтон „Бил“ Расел (енгл. William Felton "Bill" Russell; Монро, Луизијана, 12. фебруар 1934 — Мерсер Ајланд, Вашингтон, 31. јул 2022) био је амерички кошаркаш и кошаркашки тренер. Играо је на позицији центра за Бостон селтиксе. Пет пута је био НБА МВП и дванаест пута учесник НБА ол-стар утакмице меча. Расел је био предводник славне династије Селтикса која је у 13 сезона под његовим вођством освојила 11 титула првака НБА. Заједно са хокејашем Хенријем Ричардом из НХЛ држи рекорд за највише титула освојених од стране појединачног спортисте у било којем професионалном спорту у Северној Америци. Висок 208 cm и распоном руку од 224 cm, сматра се једним од најбољих кошаркаша свих времена. Пре почетка професионалне каријере, са универзитетским тимом Сан Франциско донси био је универзитетски првак две године заредом, а са репрезентацијом Сједињених Америчких Држава освојио је златну медаљу на Олимпијским играма 1956. у Мелбурну.
Као играч, био је јак у блокадама и у одбрани човек на човека, што је помогло Селтиксима да доминирају лигом 60-их година. Поред тога, био је и добар скакач и четири пута је био најбољи скакач лиге, а у 12 сезона заредом имао је преко 1.000 скокова и на другом је мјесту по броју скокова и скокова по утакмици у историји лиге, иза Вилта Чејмберлена. Такође је и клупски рекордер по броју скокова. Један је од два играча у историји НБА са преко 50 скокова на једној утакмици, поред Чејмберлена, који му је био велики ривал и други најважнији играч те генерације. Иако никада није био фокус напада у Селтиксима, успео је да постигне 14.522 поена у својој каријери и држи осмо место на листи најбољих стрелаца Бостон Селтикса свих времена.
Осим у играчком смислу, Расел је имао и важну улогу у друштвеном животу, с обзиром да је предводио први талас тамнопутих играча у лиги, заједно с Ерлом Лојдом, Чаком Купером и Натанијел Клифтоном, а такође је био и први тамнопути кошаркаш који је постигао статус суперзвезде. Осим као играч, три сезоне је водио Селтиксе као тренер-играч (од 1966. до 1969), чиме је такође постао први тамнопути тренер у историји северноамеричког професионалног спорта, као и први тамнопути тренер који је освојио титулу првака. Године 2011. тадашњи председник Барак Обама уручио му је Председничку медаљу слободе за његов допринос на терену и Покрету за грађанска права. Уврштен је у кошаркашку кућу славних и као играч и као тренер, а такође је уврштен и у ФИБА кућу славних.
Преминуо је природном смрћу 31. јула 2022. године у свом дому у Мерсер Ајланду, у држави Вашингтон. Његова породица је, преко Раселовог званичног Твитер налога, тог дана обавестила јавност о његовој смрти.
Њему у част су током НБА сезона 2022/23. сви играчи на горњој десној страни предњег дела дреса носили број 6, који је Расел носио током играчке каријере, на црној позадини. Тај број се налазио и на половини терена у ауту код записничког стола у свим дворанама, а његови Бостон Селтикси су поред тога поставили број 6 и у оба рекета, како би одали почаст његовој доминантној игри у рекету. У његову част, НБА је повукла из употребе број 6 у свим клубовима, са изузетком да тај број могу да наставе да носе играчи који су га носили прије доношења одлуке, што је било први пут у историји да је један број повучен из цијеле лиге.

## Рани живот
Вилијам Фелтон Расел је рођен 12. фебруара 1934. у породици Чарлса Расела и Кејти Расел у Вест Монроу, Луизијана. Као и многи јужњачки градови тог времена, Монро је била расно сегрегисана (раздвојена) област и Раселови су се често суочавали са расизмом у свакодневном животу. Његовом оцу се десило да на пумпи не желе да га услуже док не заврше са свим белим муштеријама. Када је покушао да оде и пронађе другу пумпу, службеник му је забио пушку у лице и запретио да ће га убити ако не остане и не сачека свој ред. У другом инциденту, Раселова мајка је излазила напољу у елегантној хаљини када јој је пришао бели полицајац. Рекао јој је да оде кући и скине хаљину, коју је описао као одећу за беле жене.
Током Другог светског рата почела је друга велика миграција и велики број црнаца је напустио југ да би нашли посао у остатку САД. Када је Расел имао осам година, његов отац је преселио породицу у Оукланд, Калифорнија. Док су били тамо, запали су у сиромаштво и Расел је детињство провео живећи у низу пројеката за јавно становање.
За његовог оца се говорило да је био „строг, тврд човек“ који је у почетку радио у фабрици папира где је био домар, што је спортски новинар Џон Тејлор назвао типичним „црначким послом“ — ниско плаћеним и није интелектуално изазован. Када је избио Други светски рат, старији Расел је постао возач камиона. Расел је био ближи мајци Кејти него оцу, и задобио је велики емоционални ударац када је она изненада умрла када је имао 12 година. Његов отац је напустио аутопревознички посао и почео је да ради у челичани, како би био ближи својој деци. Расел је изјавио да му је отац постао херој из детињства, а касније му је идол суперзвезда Минеаполис Лејкерса Џорџ Микан, кога је упознао када је био у средњој школи. О Раселу, док је играо кошарку на колеџу, Микан је рекао: „Да се разумемо, он је најбољи икад. Тако је добар да те плаши”.
Раселов старији брат био је драматург Чарли Л. Расел.

## Први сусрет са кошарком
Расел се као почетник борио да развије своје вештине као кошаркаш. Иако је био добар тркач и скакач и имао је велике руке, није разумео игру и искључен је из тима у средњој школи Херберт Хувер. Као бруцош у средњој школи МакКлимондс у Оукланду, Расел је скоро поново био искључен; пошто је видео Раселов сирови атлетски потенцијал, тренер Џорџ Поулс га је охрабрио да ради на недостацима. Након што је Расел искључен из јуниорског универзитетског кошаркашког тима у средњој школи, Повлес му је дао место у универзитетском тиму и купио му једногодишње чланство у друштвеном центру. Пошто су Раселова претходна искуства са спотским ауторитетима који су били белци често била негативна, топле речи Поулса су га увериле. Френк Робинсон, будући члан бејзбол куће славних, био је један од Раселових саиграча у средњој школи.
Расел је убрзо постао познат по свом необичном стилу одбране. У аутобиографском извештају, Расел је рекао да је док је био у средњој школи у Калифорнији. Старс тур, постао је опседнут проучавањем и памћењем потеза других играча, на пример, рад ногу, припрема за одбрану, што је укључивало вежбање испред огледала ноћу. Расел је себе описао као страственог читаоца спортских публикација Dell Magazines из 1950-тих, које је користио да проучи потезе противника, како би се боље припремио и бранио.
Регрутери са колеџа су игнорисали Расела и није добио понуду да игра, све док га регрутер Хал ДеХулио са Универзитета Сан Франциско (УСФ) није гледао како игра у средњошколској утакмици. ДеХулио није био импресиониран Раселовим оскудним поентирањем и „ужасним основама“, али је осетио да млади Расел има изванредан инстинкт за игру. Расел је жељно прихватио понуду. Спортски новинар Џон Тејлор описао је понуду за стипендију као прекретницу у Раселовом животу јер је он схватио да је кошарка његова шанса да се удаљи од сиромаштва и расизма, и заклео се да ће то искористити на најбољи начин. Расел је дипломирао на McClymonds 1952.

## Достигнућа и наслеђе
Расел је један од најуспешнијих и најнаграђиванијих спортиста у историји северноамеричког спорта. Његове награде и достигнућа укључују једанаест НБА шампионата са Бостон селтиксима у тринаест сезона, од чега је две освојио као играч-тренер, и заслужан је за подизање дефанзивне игре у НБА на нови ниво. Освајањем НЦАА шампионата 1956. са УСФ-ом и НБА титуле 1957. са Селтиксима, Расел је постао први од само пет играча у историји кошарке који су освојили НЦАА шампионат и НБА шампионат у узастопним сезонама, остали међу којима су Хенри Биби, Меџик Џонсон, Били Томпсон и Кристијан Браун. Освојио је и два државна првенства у средњој школи. У међувремену, Расел је освојио златну олимпијску медаљу 1956. Његов тренерски рад са Селтиксима је такође био од историјског значаја, пошто је постао први Афро-Амерички главни тренер у НБА, када је наследио Реда Ауербака.
Он је сматран одбрамбеним центром, био је познат по свом одбрамбеном интензитету, кошаркашком IQ-у и вољи за победом. Истицао се у игрању одбране човек на човека, блокирању шутева и дефанзивним скоковима. Чемберлен је рекао да је Раселов тајминг у блокирању шута био без премца.
Расел је био вођен „неуротичном потребом за победом“, како је приметио његов саиграч из Селтика Том Хајнсон. Био је толико напет пред сваку утакмицу да је редовно повраћао у свлачионици; на почетку његове каријере, то се дешавало тако често да су његови колеге Селтикси били више забринути када се то није догодило него када се догодило. Џон Хавличек је за свог саиграча и тренера рекао да је касније у каријере ређе повраћао него на почетку каријере. У једном ретроспективном интервјуу, Расел је описао стање ума у које је осећао да би могао да игра кошарку: „Морао сам да будем готово бесан. Могао сам да чујем било шта, могао сам да видим и ништа није било важно и могао сам да предвидим сваки потез.
Бостон је одао почаст Раселу тако што је поставио посвећен Раселу 2013. на Тргу испред градске куће. Он је приказан у игри, окружен са 11 постоља који представљају 11 шампионата у којима су Селтикси победили. Свако постоље садржи кључну реч и повезан цитат који илуструје Раселова вишеструка достигнућа.
Фондација Bill Russell Legacy, коју је основала Boston Celtics Shamrock Foundation, финансирала је пројекат. Уметност је ауторка Ен Хирш из Самервила, Масачусетс, у сарадњи са Pressley Associates Landscape Architects of Boston из Бостона. Статуа је откривена 1. новембра 2013. и Расел је присуствовао церемонији откривања статуе. Током пролећа 2015. додате су две статуе деце, у част Раселове посвећености раду са децом. Ове статуе су направљена према лику дечака и девојчица из Самервила.
Једанаестог августа 2022. објављено је да ће Раселов дрес са бројем 6 бити повучен у НБА, што је први пут да је број повучен у целој лиги у историји НБА.

## Лични живот и смрт
Расел је скоро пет деценија живео на Мерсер Ајланду у Вашингтону.
Године 1959. Расел је постао први НБА играч који је посетио Африку.
Он је био члан Капа Алфа пси братства, након што је инициран у Гама Алфа, док је био студент на Универзитету у Сан Франциску.
Расел је 16. октобра 2013. ухапшен јер је свој регистровани, напуњен пиштољ Smith & Wesson калибра .38 понео на међународни аеродром Сијетл-Такома. Издат му је позив и пуштен је, а Управа за безбедност саобраћаја је наговестила да ће изрећи казну, која би износила између 3.000 и 7.500 долара.

### Бракови и деца
Расел је био ожењен својом девојком из студентских дана Роуз Свишер од 1956. до 1973. године. Имали су троје деце: ћерку Карен Расел, телевизијског стручњака и адвоката, и синове Вилијама млађег и Џејкоба. Пар се емоционално удаљио и развео. Године 1977. оженио се Дороти Анстет, Мис САД 1968; развели су се 1980. Расел се 1996. се оженио својом трећом женом, Мерилин Наулт; њихов брак је трајао до њене смрти у јануару 2009. Расел је био ожењен са Џенин Расел у време његове смрти.

### Личност
The New York Times је 1996. писао да су „Раселове главне особине понос, интелигенција, смисао за хумор, преокупација достојанством, способност разматрања када се пробуди његово пријатељство или симпатија, и неспремност да се компромитује истине које је усвојио“. Током 2009. Расел је написао мото свог деде по оцу, који је пренео његовом оцу, а затим и њему: „Човек мора да повуче линију у себи коју неће дозволити ниједном човеку да пређе. Расел је рекао да је „поносан на херојско достојанство мог деде против сила моћнијих од њега ... не би дозволио да га било ко угњетава или застрашује.“ Написао је ове речи након што је испричао како се деда Џејк Расел супротставио Кју-клукс клану и другим белцима који су покушали да осујети његове напоре да изгради школу за црну децу. Његов деда је био прва особа у Раселовој патрилинијској линији рођена у Северној Америци и сам је био неписмен. Раселов мото је постао: „Ако не поштујеш ту линију, не поштујеш мене.
Расел је био познат по свом препознатљивом гласном смеху, о чему је Арнолд Џејкоб „Ред“ Ауербак rekaо: „Постоје само две ствари које би ме могле натерати да престанем да тренирам. Моја жена и Раселов смех.“ Према саиграчима и пријатељима, Расел је био отворен и пријатељски расположен; био је крајње неповерљив и хладан према било коме другом. Новинарe је често третирао на начин који је описан као „ледено презриви погледи праћени дугим ћутањем“. Расел је такође био озлоглашен по одбијању да даје аутограме или ода признање навијачима Селтикса, а један стручњак га је назвао „најсебичним, најнепријатнијим и најнекооперативнијим спортистом“.

### Смрт
Расел је преминуо на Мерцер Ајланду, у Вашингтону, 31. јула 2022. године, у 88. години. Вест је на Твитеру објавила његова породица. Комесар НБА лиге Адам Силвер је у саопштењу рекао да је Расел био највећи шампион у свим тимским спортовима.

## Одабране публикације
- Russell, Bill; McSweeny, William (1966). Go Up for Glory. Coward-McCann.
- Russell, Bill; Branch, Taylor (1979). Second Wind. Ballantine Books. ISBN 978-0-394-50385-1.
- Russell, Bill; Faulkner, David (2001). Russell Rules: 11 Lessons on Leadership from the Twentieth Century's Greatest Winner. New American Library. ISBN 0-525-94598-9.
- Russell, Bill; Steinberg, Alan (2009). Red and Me: My Coach, My Lifelong Friend. Harper. ISBN 978-0-06-176614-5.

### Документарне серије
- Bill Russell: Legend, Netflix, 2023.

## Успеси

### Клупски
- Бостон селтикси:
  - НБА (11): 1956/57, 1958/59, 1959/60, 1960/61, 1961/62, 1962/63, 1963/64, 1964/65, 1965/66, 1967/68, 1968/69.

### Репрезентативни
- Олимпијске игре:  1956.

### Појединачни
- НБА награда за животно дело: 2017.
- Најкориснији играч НБА (5): 1957/58, 1960/61, 1961/62, 1962/63, 1964/65.
- НБА Ол-стар меч (12): 1958, 1959, 1960, 1961, 1962, 1963, 1964, 1965, 1966, 1967, 1968, 1969.
- Најкориснији играч НБА Ол-стар меча (1): 1963.
- Идеални тим НБА — прва постава (3): 1958/59, 1962/63, 1964/65.
- Идеални тим НБА — друга постава (8): 1957/58, 1959/60, 1960/61, 1961/62, 1963/64, 1965/66, 1966/67, 1967/68.
- Идеални одбрамбени тим НБА — прва постава (1): 1968/69.

## Статистикекаријере

### Регуларна сезона
| Година   | Тим      | GP  | MPG   | FG%  | FT%  | RPG   | APG | PPG  |
| -------- | -------- | --- | ----- | ---- | ---- | ----- | --- | ---- |
| 1956–57† | Бостон   | 48  | 35.3  | .427 | .492 | 19.6* | 1.8 | 14.7 |
| 1957–58  | Бостон   | 69  | 38.3  | .442 | .519 | 22.7* | 2.9 | 16.6 |
| 1958–59† | Бостон   | 70  | 42.6* | .457 | .598 | 23.0* | 3.2 | 16.7 |
| 1959–60† | Бостон   | 74  | 42.5  | .467 | .612 | 24.0  | 3.7 | 18.2 |
| 1960–61† | Бостон   | 78  | 44.3  | .426 | .550 | 23.9  | 3.4 | 16.9 |
| 1961–62† | Бостон   | 76  | 45.2  | .457 | .575 | 23.6  | 4.5 | 18.9 |
| 1962–63† | Бостон   | 78  | 44.9  | .432 | .555 | 23.6  | 4.5 | 16.8 |
| 1963–64† | Бостон   | 78  | 44.6  | .433 | .550 | 24.7* | 4.7 | 15.0 |
| 1964–65† | Бостон   | 78  | 44.4  | .438 | .573 | 24.1* | 5.3 | 14.1 |
| 1965–66† | Бостон   | 78  | 43.4  | .415 | .551 | 22.8  | 4.8 | 12.9 |
| 1966–67  | Бостон   | 81  | 40.7  | .454 | .610 | 21.0  | 5.8 | 13.3 |
| 1967–68† | Бостон   | 78  | 37.9  | .425 | .537 | 18.6  | 4.6 | 12.5 |
| 1968–69† | Бостон   | 77  | 42.7  | .433 | .526 | 19.3  | 4.9 | 9.9  |
| Каријера | Каријера | 963 | 42.3  | .440 | .561 | 22.5  | 4.3 | 15.1 |

### Плејофови
| Година   | Тим      | GP  | MPG  | FG%  | FT%  | RPG   | APG | PPG  |
| -------- | -------- | --- | ---- | ---- | ---- | ----- | --- | ---- |
| 1957†    | Бостон   | 10  | 40.9 | .365 | .508 | 24.4  | 3.2 | 13.9 |
| 1958     | Бостон   | 9   | 39.4 | .361 | .606 | 24.6  | 2.7 | 15.1 |
| 1959†    | Бостон   | 11  | 45.1 | .409 | .612 | 27.7  | 3.6 | 15.5 |
| 1960†    | Бостон   | 13  | 44.0 | .456 | .707 | 25.8  | 2.9 | 18.5 |
| 1961†    | Бостон   | 10  | 46.2 | .427 | .523 | 29.9  | 4.8 | 19.1 |
| 1962†    | Бостон   | 14  | 48.0 | .458 | .726 | 26.4  | 5.0 | 22.4 |
| 1963†    | Бостон   | 13  | 47.5 | .453 | .661 | 25.1  | 5.1 | 20.3 |
| 1964†    | Бостон   | 10  | 45.1 | .356 | .552 | 27.2  | 4.4 | 13.1 |
| 1965†    | Бостон   | 12  | 46.8 | .527 | .526 | 25.2  | 6.3 | 16.5 |
| 1966†    | Бостон   | 17  | 47.9 | .475 | .618 | 25.2  | 5.0 | 19.1 |
| 1967     | Бостон   | 9   | 43.3 | .360 | .635 | 22.0  | 5.6 | 10.6 |
| 1968†    | Бостон   | 19  | 45.7 | .409 | .585 | 22.8  | 5.2 | 14.4 |
| 1969†    | Бостон   | 18  | 46.1 | .423 | .506 | 20.5  | 5.4 | 10.8 |
| Каријера | Каријера | 165 | 45.4 | .430 | .603 | 24.9‡ | 4.7 | 16.2 |

## Рекорди главног тренера
| Тим        | Година  | У   | ПОБ | ПОР | УС%  | Пласман        | ПУ | ППОБ | ППОР | ПУС% | Пласман у плеј-офу   |
| ---------- | ------- | --- | --- | --- | ---- | -------------- | -- | ---- | ---- | ---- | -------------------- |
| Бостон     | 1966–67 | 81  | 60  | 21  | .671 | 2. на Истоку   | 9  | 4    | 5    | .444 | Изгубио у финалу     |
| Бостон     | 1967–68 | 82  | 54  | 28  | .659 | 2. на Истоку   | 19 | 12   | 7    | .632 | Освојио шампионат    |
| Бостон     | 1968–69 | 82  | 48  | 34  | .585 | 4. на Истоку   | 18 | 12   | 6    | .667 | Освојио шампионат    |
| Сијетл     | 1973–74 | 82  | 36  | 46  | .439 | 3. на Пацифику | —  | —    | —    | —    | Пропустион плејоф    |
| Сијетл     | 1974–75 | 82  | 43  | 39  | .524 | 2. на Пацифику | 9  | 4    | 5    | .444 | Изгубио у полуфиналу |
| Сијетл     | 1975–76 | 82  | 43  | 39  | .524 | 2. на Пацифику | 6  | 2    | 4    | .333 | Изгубио у полуфиналу |
| Сијетл     | 1976–77 | 82  | 40  | 42  | .488 | 4. на Пацифику | —  | —    | —    | —    | Пропустио плејоф     |
| Сакраменто | 1987–88 | 58  | 17  | 41  | .293 | (ослобођен)    | —  | —    | —    | —    | —                    |
| Каријера   |         | 631 | 341 | 290 | .540 |                | 61 | 34   | 27   | .557 |                      |